# Абдулла Нурали оглы
Абдулла Нурали оглы (узб. Abdulla Nurali oʻgʻli; 1874 год — 1957 год) — народный поэт Узбекистана и сказитель.

## Биография
Родился в 1874 году в бедной крестьянской семье в кишлаке Кайнар Китабского района. В возрасте 9 лет лишился своего отца, оставшись на попечении своих старших братьев. В дальнейшем его приютил богач Ёрбой, который заявлял братьям о том, что будет обеспечивать Абдуллу зерном каждый год.
В возрасте 16 лет служил у Ёрбоя пастухом. Тогда он начал практиковаться в игре на барабанах и пении. Проявлял свой талант в разных торжествах. В одной из них близился с поэтом Раджабом, стал его учеником и участвовал с ним в свадьбах. В дальнейшем научился у него способам написания эпосов и стал независимым писателем в возрасте 25 лет.
В ранние годы советской власти в Узбекистане печатался в газетах и журналах.
В 1937 году участвовал в декаде узбекской литературы в Москве, а в 1938 году в олимпиаде национальных художников, проходившей в Ташкенте. Исполнял народные эпосы, такие как «Алпомиш», «Сайдимхан», «Малика Айёр», «Авазхан», «Хиломон», «Киронхан», «Кунтугмиш», «Юсуф билан Ахмад» и другие, а его собственные произведения, такие как «Гюрюгли тилидан», «Навруз», «Шуни айтади», «Унутмагин», «Терим полвони», «Айтишув», «Кучма, елим», «Куйларим», «Дюмбирам», «Отангман», «Чупон кушиги», «Замон бу», «Дангаса», «Ё рамазон» и другие стали общественным достоянием узбекского народа. Отличался красноречивым повествованием героических эпосов. Воспевал патриотизм и человечность, поощрял народный героизм, разоблачал трусов и предателей, воровавших народное богатство. В том же году получил звание «Народный сказитель Узбекистана».
Скончался в 1957 году.